# Segnaletica stradale di prescrizione negli Stati Uniti d'America
La segnaletica stradale di prescrizione è una sottocategoria della segnaletica stradale degli Stati Uniti d'America: i segnali contenuti in tale gruppo hanno lo scopo di informare i conducenti a riguardo di obblighi di legge e regolamentazioni concernenti il traffico stradale. I segnali di prescrizione, salvo alcune eccezioni, sono di forma rettangolare e vengono installati il più vicino possibile al punto dove vige l'obbligo o il divieto indicato dal segnale; inoltre devono essere provvisti di una pellicola retroriflettente o essere illuminati al fine di essere visibili durante la notte. In questa pagina vengono descritti solamente i segnali stradali contenuti nel MUTCD federale (che fanno parte della serie R) e non le varianti che possono essere utilizzate nei singoli stati federati.

## Serie R1: dare precedenza e stop
La serie R1 contiene i segnali stradali di dare precedenza, stop e i pannelli complementari ad essi legati. In questa serie sono contenuti anche i segnali riguardanti i passaggi pedonali.
| Segnale statunitense | Significato                                                                                  | Spiegazione |
|                      | Stop                                                                                         | Prescrive l'obbligo di arrestarsi in ogni caso e dare la precedenza all'incrocio. |
|                      | Dare precedenza                                                                              | Prescrive di dare la precedenza all'incrocio. |
|                      | Al traffico in senso inverso                                                                 | È un pannello complementare che viene posto sotto il segnale "Dare precedenza" per indicare che bisogna dare la precedenza al traffico in senso inverso nei sensi unici alternati. |
|                      | Tutte le strade                                                                              | È un pannello complementare che viene posto al di sotto del segnale di "Stop" per indicare che l'incrocio è regolato secondo la regola dell'all-way stop. |
| oppure               | Ubicazione della linea di attesa in corrispondenza di un passaggio pedonale (lato destro)    | Indica il luogo in cui bisogna fermarsi, se necessario, in corrispondenza di un passaggio pedonale quando si dà la precedenza ai pedoni. È posto sul lato destro della strada. |
| oppure               | Ubicazione della linea di attesa in corrispondenza di un passaggio pedonale (lato sinistro)  | Indica il luogo in cui bisogna fermarsi, se necessario, in corrispondenza di un passaggio pedonale quando si dà la precedenza ai pedoni. È posto sul lato sinistro della strada. |
| oppure               | Ubicazione della linea di arresto in corrispondenza di un passaggio pedonale (lato destro)   | Indica il luogo in cui è sempre necessario fermarsi in corrispondenza di un passaggio pedonale, indipendentemente dall'effettiva presenza di pedoni. È posto sul lato destro della strada. |
| oppure               | Ubicazione della linea di arresto in corrispondenza di un passaggio pedonale (lato sinistro) | Indica il luogo in cui è sempre necessario fermarsi in corrispondenza di un passaggio pedonale, indipendentemente dall'effettiva presenza di pedoni. È posto sul lato sinistro della strada. |
|                      | Ubicazione di passaggio pedonale (dare precedenza - segnale in strada)                       | Indica l'ubicazione di un passaggio pedonale in cui bisogna dare la precedenza ai pedoni; il segnale è installato in mezzo alla strada o su uno spartitraffico. L'iscrizione "STATE LAW" e l'utilizzo del colore verde fluorescente al posto del giallo sono opzionali.                                                 |
|                      | Ubicazione di passaggio pedonale (stop - segnale in strada)                                  | Indica l'ubicazione di un passaggio pedonale in cui bisogna fermarsi e dare la precedenza ai pedoni; il segnale è installato in mezzo alla strada o su uno spartitraffico. L'iscrizione "STATE LAW" e l'utilizzo del colore verde fluorescente al posto del giallo sono opzionali.                                      |
|                      | Ubicazione di passaggio pedonale vicino alle scuole (dare precedenza - segnale in strada)    | Indica l'ubicazione di un passaggio pedonale, situato nelle vicinanze di una scuola, in cui bisogna dare la precedenza ai pedoni; il segnale è installato in mezzo alla strada o su uno spartitraffico. L'iscrizione "STATE LAW" è opzionale mentre l'utilizzo del colore verde fluorescente è obbligatorio.            |
|                      | Ubicazione di passaggio pedonale vicino alle scuole (stop - segnale in strada)               | Indica l'ubicazione di un passaggio pedonale, situato nelle vicinanze di una scuola, in cui bisogna fermarsi e dare la precedenza ai pedoni; il segnale è installato in mezzo alla strada o su uno spartitraffico. L'iscrizione "STATE LAW" è opzionale mentre l'utilizzo del colore verde fluorescente è obbligatorio. |
|                      | Fermarsi con la scritta STOP                                                                 | È un pannello complementare esplicativo che viene usato in abbinamento alle palette utilizzate dai movieri per dirigere il traffico in corrispondenza dei cantieri: indica che i veicoli devono fermarsi quando la paletta mostra la scritta STOP.                                                                      |
|                      | Procedere con la scritta SLOW                                                                | È un pannello complementare esplicativo che viene usato in abbinamento alle palette utilizzate dai movieri per dirigere il traffico in corrispondenza dei cantieri: indica che i veicoli possono passare quando la paletta mostra la scritta SLOW.                                                                      |
|                      | Ubicazione di passaggio pedonale (dare precedenza - segnale a ponte)                         | Indica l'ubicazione di un passaggio pedonale in cui bisogna dare la precedenza ai pedoni; il segnale è posto a ponte al di sopra della strada. L'iscrizione "STATE LAW" e l'utilizzo del colore verde fluorescente al posto del giallo sono opzionali.                                                                  |
|                      | Ubicazione di passaggio pedonale (stop - segnale a ponte)                                    | Indica l'ubicazione di un passaggio pedonale in cui bisogna fermarsi e dare la precedenza ai pedoni; il segnale è posto a ponte al di sopra della strada. L'iscrizione "STATE LAW" e l'utilizzo del colore verde fluorescente al posto del giallo sono opzionali.                                                       |
|                      | Eccetto svolta a destra                                                                      | È un pannello complementare che viene posto sotto il segnale di "Stop" per indicare che per compiere una svolta a destra non è necessario arrestare il veicolo. |

## Serie R2: limiti di velocità
La serie R2 contiene i segnali stradali e i pannelli integrativi concernenti i limiti di velocità.
| Segnale statunitense | Significato                       | Spiegazione |
|                      | Limite di velocità                | Indica la velocità massima in miglia orarie a cui è possibile proseguire dopo il segnale. |
|                      | Limite di velocità per autocarri  | Indica la velocità massima in miglia orarie a cui gli autocarri possono proseguire dopo il segnale. |
|                      | Limite di velocità notturno       | Indica la velocità massima in miglia orarie a cui è possibile proseguire dopo il segnale nelle ore notturne. |
|                      | Limite minimo di velocità         | Indica la velocità minima in miglia orarie a cui è necessario proseguire dopo il segnale. |
|                      | Limite di velocità combinati      | Indica i limiti minimi e massimi di velocità in miglia orarie validi dopo il segnale. |
|                      | Salvo diversa indicazione         | È un pannello complementare che viene abbinato ad un limite di velocità per indicare che quel limite resta valido sino ad esplicita indicazione contraria. |
|                      | Estensione dei limiti di velocità | Sono dei pannelli complementari che vengono abbinati ad un limite di velocità per indicare la zona in cui è valido quel limite (ad esempio in tutta la città, nel vicinato o in una zona residenziale). |
|                      | Inizio zona con multe maggiorate  | Indica una zona in cui le multe per infrazioni stradali sono maggiorate; di solito è usato nelle vicinanze di scuole o in presenza di lavori stradali. Il testo del segnale può anche riportare informazioni specifiche riguardo alla maggiorazione delle multe (multe raddoppiate, triplicate, ...).            |
|                      | Fine zona con multe maggiorate    | Indica la fine della zona in cui le multe per infrazioni stradali sono maggiorate. |
|                      | Multe maggiorate                  | Si tratta di un pannello complementare, usato assieme a segnali di pericolo o di prescrizione, per indicare che le multe per infrazioni stradali sono maggiorate. Il testo del segnale può anche riportare informazioni specifiche riguardo alla maggiorazione delle multe (multe raddoppiate, triplicate, ...). |

## Serie R3: operazioni di svolta e uso delle corsie
La serie R3 contiene i segnali stradali legati alle operazioni di svolta e all'uso delle corsie (ad esempio corsie preferenziali e corsie veloci. Si noti che le corsie preferenziali, specialmente quelle per il car pooling sono identificate da un rombo bianco su sfondo nero ().
| Segnale statunitense | Significato                                                                                         | Spiegazione |
|                      | Divieto di svolta a destra                                                                          | Vieta di svolare a destra al prossimo incrocio. |
|                      | Divieto di svolta a destra sulle rotaie (pannello a messaggio variabile)                            | Si tratta di un pannello a messaggio variabile che viene acceso per proibire la svolta a destra sulle rotaie perché è in arrivo un treno. |
|                      | Divieto di svolta a sinistra                                                                        | Vieta di svoltare a sinistra al prossimo incrocio. |
|                      | Divieto di svolta a sinistra sulle rotaie (pannello a messaggio variabile)                          | Si tratta di un pannello a messaggio variabile che viene acceso per proibire la svolta a sinistra sulle rotaie perché è in arrivo un treno. |
|                      | Divieto di svoltare                                                                                 | Vieta di compiere qualsiasi svolta. |
|                      | Divieto di inversione a U                                                                           | Vieta di compiere un'inversione di marcia. |
|                      | Direzione obbligatoria per corsia                                                                   | Indica che la corsia in questione può essere utilizzata solo per proseguire nella direzione indicata dalla freccia. È posto a ponte sopra la corsia. |
|                      | Corsia di sinistra                                                                                  | È un pannello complementare che viene abbinato ad un segnale di "Direzione obbligatoria per corsia" per specificare che tale segnale si riferisce alla corsia di sinistra. |
|                      | Corsia centrale                                                                                     | È un pannello complementare che viene abbinato ad un segnale di "Direzione obbligatoria per corsia" per specificare che tale segnale si riferisce alla corsia centrale. |
|                      | Corsia di destra                                                                                    | È un pannello complementare che viene abbinato ad un segnale di "Direzione obbligatoria per corsia" per specificare che tale segnale si riferisce alla corsia di destra. |
|                      | Corsia per il car pooling                                                                           | È un pannello complementare che viene abbinato ad un segnale di "Direzione obbligatoria per corsia" per specificare che tale segnale si riferisce alla corsia preferenziale per il car pooling. Il numero minimo di persone che devono essere presenti nel veicolo affinché si possa parlare di car pooling è indicato sul segnale (nell'esempio due persone). |
|                      | Corsia per i taxi                                                                                   | È un pannello complementare che viene abbinato ad un segnale di "Direzione obbligatoria per corsia" per specificare che tale segnale si riferisce alla corsia preferenziale per i taxi. |
|                      | Corsia per gli autobus                                                                              | È un pannello complementare che viene abbinato ad un segnale di "Direzione obbligatoria per corsia" per specificare che tale segnale si riferisce alla corsia preferenziale per gli autobus. |
| oppure               | Direzioni consentite per corsia (esempi)                                                            | Indica che la corsia in questione può essere utilizzata solo per proseguire nelle direzioni indicate dalle frecce. È posto a ponte sopra la corsia. |
|                      | Preavviso di direzione obbligatoria per corsia                                                      | Preavvisa che la corsia in questione può essere utilizzata solo per proseguire nella direzione indicata dalla freccia. È posto a terra sul margine della strada. |
| oppure               | Preavviso di uso delle corsie (esempi)                                                              | Indica come debbano essere utilizzate le corsie al prossimo incrocio. |
|                      | Preavviso di uso delle corsie nelle rotatorie (esempi)                                              | Indica come debbano essere utilizzate le corsie alla prossima rotatoria. |
|                      | Corsia per la svolta a sinistra per entrambi i sensi di marcia (collocato al di sopra della corsia) | Indica che la corsia in questione può essere utilizzata contemporaneamente dai veicoli di entrambi i sensi di marcia per le operazioni di svolta a sinistra. È posto a ponte sopra la corsia. |
|                      | Corsia per la svolta a sinistra per entrambi i sensi di marcia (collocato a terra)                  | Indica che la corsia centrale può essere utilizzata contemporaneamente dai veicoli di entrambi i sensi di marcia per le operazioni di svolta a sinistra. È posto a terra sul margine della strada. |
|                      | Inizio                                                                                              | È un pannello complementare che viene abbinato ad un segnale di prescrizione per specificare il punto dove inizia la validità di tale prescrizione. |
| oppure               | Fine                                                                                                | È un pannello complementare che viene abbinato ad un segnale di prescrizione per specificare il punto dove finisce la validità di tale prescrizione. |
|                      | Corsie reversibili                                                                                  | Indica come debba essere utilizzate le corsie reversibili; nell'esempio a lato si ha che la corsia in questione è chiusa (freccia rossa) dalle 7.00 alle 9.00, può essere usata per proseguire dritto o svoltare a sinistra dalle 16.00 alle 18.00 ed è utilizzabile da entrambi i sensi di marcia per le svolte a sinistra nelle restanti ore.                |
|                      | Corsie reversibili - chiusura della corsia centrale                                                 | Indica i giorni e gli orari in cui la corsia centrale è chiusa. |
|                      | Preavviso di fine di corsia reversibile                                                             | Preavvisa la fine della corsia reversibile alla distanza o all'incrocio indicato. È posto a ponte sopra la carreggiata. |
|                      | Preavviso di inizio di corsia reversibile                                                           | Preavvisa l'inizio della corsia reversibile alla distanza o all'incrocio indicato. È posto a ponte sopra la carreggiata. |
|                      | Fine della corsia reversibile                                                                       | Indica la fine del tratto di corsia reversibile, segnalando anche che la corsia può essere utilizzata solo per la svolta nelle direzioni indicate (nell'esempio a sinistra). È posto a ponte sopra la carreggiata. |
|                      | Corsia preferenziale per i veicoli del car pooling                                                  | Indica che la corsia in questione può essere utilizzata solo del car-pooling (con almeno due persone a bordo). |
|                      | Corsia preferenziale per i veicoli a basse emissioni                                                | Indica che la corsia in questione può essere utilizzata solo dai veicoli a basse emissioni inquinanti. |
|                      | Corsia preferenziale per il car pooling (con indicazione della corsia e fascia temporale)           | Indica che la corsia indicata (nell'esempio quella di sinistra) può essere utilizzata solo dai veicoli del car-pooling nei giorni e nelle fasce orarie indicate. |
|                      | Corsia preferenziale per gli autobus (con indicazione della corsia e fascia temporale)              | Indica che la corsia indicata (nell'esempio quella di destra) può essere utilizzata solo dagli autobus nei giorni e nelle fasce orarie indicate. |
|                      | Corsia preferenziale per i veicoli del car pooling (permanente)                                     | Indica che la corsia in questione può essere utilizzata solo dai veicoli del car-pooling nell'arco di tutta la giornata. |
|                      | Motociclisti ammessi                                                                                | Indica che i motociclisti, qualunque sia il numero dei passeggeri sulla moto, possono utilizzare la corsia preferenziale per il car-pooling. |
|                      | Preavviso di inizio di corsia preferenziale per il car pooling                                      | Preavvisa l'inizio di una corsia preferenziale per il car pooling. |
|                      | Fine di corsia preferenziale per il car pooling                                                     | Indica la fine di una corsia per il car pooling; i veicoli che stanno percorrendo la corsia devono spostarsi su un'altra corsia di marcia. |
|                      | Preavviso di fine di corsia preferenziale per il car pooling                                        | Preavvisa la fine di una corsia preferenziale per il car pooling; i veicoli che stanno percorrendo la corsia dovranno spostarsi su un'altra corsia di marcia. |
|                      | Fine delle restrizioni a favore del car pooling                                                     | Indica la fine di una corsia preferenziale per il car pooling; i veicoli che stanno percorrendo la corsia possono continuare a percorrerla (anche se non sarà più riservata ai soli veicoli del car pooling). |
|                      | Preavviso di fine delle restrizioni a favore del car pooling                                        | Preavvisa la fine di una corsia preferenziale per il car pooling; i veicoli che stanno percorrendo la corsia possono continuare a percorrerla (anche se non sarà più riservata ai soli veicoli del car pooling). |
|                      | Preavviso di inizio delle restrizioni a favore del car pooling (con indicazione della corsia)       | Preavvisa che la corsia indicata (nell'esempio quella di sinistra) diventerà una corsia per il car pooling. |
| oppure               | Preavviso di inizio di corsia preferenziale per gli autobus                                         | Preavvisa l'inizio di una corsia preferenziale per gli autobus. |
| oppure               | Fine di corsia preferenziale per gli autobus                                                        | Indica la fine di una corsia preferenziale per gli autobus. |
|                      | Preavviso di fine di corsia preferenziale per gli autobus                                           | Preavvisa la fine di una corsia preferenziale per gli autobus. |
|                      | Preavviso di corsia per il car pooling (segnale sopraelevato a bordo strada)                        | Preavvisa l'inizio di una corsia preferenziale per il car pooling; il segnale è posto in posizione sopraelevata sul bordo della strada. |
|                      | Preavviso di corsia per il car pooling (con fasce temporali - segnale sopraelevato a bordo strada)  | Preavvisa l'inizio di una corsia preferenziale per il car pooling attiva nelle fasce orarie indicate; il segnale è posto in posizione sopraelevata sul bordo della strada. |
| oppure               | Corsia preferenziale per i veicoli del car pooling (con fasce orarie - segnale a ponte)             | Indica che la corsia in questione può essere utilizzata solo dai veicoli del car pooling nei giorni e nelle fasce orarie indicate; è posto a ponte al di sopra della corsia a cui si riferisce. |
|                      | Corsia preferenziale per i veicoli del car pooling (segnale a ponte)                                | Indica che la corsia in questione può essere utilizzata solo dai veicoli del car pooling; è posto a ponte al di sopra della corsia a cui si riferisce. |
|                      | Corsia preferenziale per autobus e taxi (con fasce temporali - segnale a ponte)                     | Indica che la corsia sopra alla quale è montato il segnale può essere utilizzata solo dagli autobus e dai taxi nelle fasce orarie indicate. |
|                      | Preavviso di inizio di corsia per il car pooling (segnale a ponte)                                  | Indica l'inizio di una corsia preferenziale per il car pooling; è posto a ponte sopra alla corsia a cui si riferisce. |
|                      | Preavviso di inizio delle restrizioni a favore del car-pooling (segnale a ponte)                    | Indica che la corsia sopra alla quale è posto il segnale diventerà una corsia per il car pooling. |
|                      | Fine di corsia preferenziale per il car pooling (segnale a ponte)                                   | Indica la fine di una corsia per il car pooling; i veicoli che stanno percorrendo la corsia devono spostarsi su un'altra corsia di marcia. Il segnale è collocato a ponte sopra alla corsia a cui si riferisce. |
|                      | Fine delle restrizioni a favore del car pooling (segnale a ponte)                                   | Indica la fine di una corsia per il car pooling; i veicoli che stanno percorrendo la corsia possono continuare a percorrerla (anche se non sarà più riservata ai soli veicoli del car pooling). Il segnale è posto a ponte sopra alla corsia a cui si riferisce.                                                                                               |
|                      | Corsia ciclabile                                                                                    | Indica che la corsia in questione può essere utilizzata solo dalle biciclette. |
|                      | Avanti dritto                                                                                       | È un pannello complementare che viene abbinato ad un segnale di prescrizione per specificare che andando avanti dritto si dovrà rispettare la prescrizione indicata dal segnale; è usato in alternativa a un pannello di distanza. |
|                      | Divieto di svolta a sinistra e di inversione a U                                                    | Vieta di svoltare a sinistra e di compiere un'inversione di marcia. |
|                      | Tutte le svolte dalla corsia di destra                                                              | Preavvisa che tutte le svolte potranno essere fatte solo in maniera indiretta, usando la corsia di destra. |
|                      | Inversione a U dalla corsia di destra                                                               | Preavvisa che tutte le inversioni di marcia potranno essere fatte solo in maniera indiretta, usando la corsia di destra. |
|                      | Rampa per le svolte indirette                                                                       | Indica la direzione della rampa stradale che permette di effettuare delle svolte indirette; il testo varia a seconda del tipo di svolte che si potranno effettuare (tutte le svolte - inversione di marcia - svolta a sinistra e inversione di marcia). |
|                      | Direzione per le svolte indirette - svoltare a destra                                               | Indica che per compiere una svolta indiretta è necessario svoltare a destra; il testo varia a seconda del tipo di svolte che si potranno effettuare (tutte le svolte - inversione di marcia - svolta a sinistra e inversione di marcia). |
|                      | Direzione per le svolte indirette - proseguire dritto                                               | Indica che per compiere una svolta indiretta è necessario proseguire dritto; il testo varia a seconda del tipo di svolte che si potranno effettuare (inversione di marcia - svolta a sinistra e inversione di marcia). |
|                      | Divieto di proseguire dritto                                                                        | Vieta di proseguire dritto. |
|                      | Informazioni sul pedaggio                                                                           | Indica quanto si dovrà pagare di pedaggio. |
|                      | Pagamento pedaggio (pannello)                                                                       | È un pannello complementare che viene abbinato ad un segnale di "Stop" per indicare che bisogna fermarsi e pagare il pedaggio. |
|                      | Ritirare il biglietto (pannello)                                                                    | È un pannello complementare che viene abbinato ad un segnale di "Stop" per indicare che bisogna ritirare il biglietto. |
|                      | I veicoli sulla corsia di destra devono prendere l'uscita                                           | Indica che i veicoli che utilizzano la corsia di destra possono utilizzarla solamente per uscire da una strada (ad esempio una corsia di decelerazione). |
| oppure               | Corsia veloce gratis per il car pooling                                                             | Indica che una corsia veloce è aperta gratuitamente al car pooling. |
|                      | Fine di corsia veloce                                                                               | Indica la fine di una corsia veloce; i veicoli che stanno percorrendo la corsia devono spostarsi su un'altra corsia di marcia. |
|                      | Preavviso fine di corsia veloce                                                                     | Preavvisa la fine di una corsia veloce alla distanza indicata; i veicoli che stanno percorrendo la corsia dovranno spostarsi su un'altra corsia di marcia. |
|                      | Fine delle restrizioni a favore di una corsia veloce                                                | Indica la fine di una corsia veloce; i veicoli che stanno percorrendo la corsia possono continuare a percorrerla (anche se sarà aperta a tutti gli utenti della strada). |
|                      | Preavviso di fine delle restrizioni a favore di una corsia veloce                                   | Preavvisa la fine di una corsia veloce alla distanza indicata; i veicoli che stanno percorrendo la corsia possono continuare a percorrerla (anche se sarà aperta a tutti gli utenti della strada). |
|                      | Indicazione di corsia veloce (segnale a ponte)                                                      | Indica l'inizio di una corsia veloce; è posto a ponte sopra la corsia a cui si riferisce. |
|                      | Indicazione di corsia veloce in cui ammesso il car pooling (segnale a ponte)                        | Indica l'inizio di una corsia veloce in cui sono ammessi anche i veicoli del car pooling; è posto a ponte sopra la corsia a cui si riferisce. Il segnale è posto a ponte sopra la corsia a cui si riferisce. |
|                      | Fine di corsia veloce (segnale a ponte)                                                             | Indica la fine di una corsia veloce; i veicoli che stanno percorrendo la corsia devono spostarsi su un'altra corsia di marcia. |
|                      | Fine delle restrizioni a favore di una corsia veloce (segnale a ponte)                              | Indica la fine di una corsia veloce; i veicoli che stanno percorrendo la corsia possono continuare a percorrerla (anche se sarà aperta a tutti gli utenti della strada). Il segnale è posto a ponte sopra la corsia a cui si riferisce. |
|                      | Indicazione di pedaggio per una corsia veloce                                                       | Indica quanto costa percorrere una corsia veloce fino alle destinazioni indicate. |
|                      | Indicazione di pedaggio per una corsia veloce - gratis per il car pooling                           | Indica quanto costa percorrere una corsia veloce fino alle destinazioni indicate; i veicoli del car pooling non devono pagare il pedaggio. |

## Serie R4: regolazione dei movimenti in strada
La serie R4 contiene i segnali stradali che riguardano i movimenti dei veicoli all'interno della strada (ad esempio sorpassi, corsie per veicoli lenti e ostacoli da scansare).
| Segnale statunitense | Significato                                                                            | Spiegazione |
|                      | Divieto di sorpasso                                                                    | Indica l'inizio di un divieto di sorpasso. Esiste un segnale di pericolo con significato analogo nella serie W14. |
|                      | Sorpassare con cautela                                                                 | Indica la fine di un divieto di sorpasso e ricorda di compiere tale manovra con la dovuta cautela. |
|                      | I veicoli lenti devono tenersi a destra                                                | In una strada a più corsie per senso di marcia indica ai veicoli lenti che devono circolare sulla corsia di destra. |
|                      | Inizio di una corsia per la svolta a destra - dare la precedenza alle biciclette       | Indica l'inizio di una corsia per la svolta a destra e ricorda ai conducenti di dare la precedenza ai ciclisti che stanno percorrendo la pista ciclabile che si dovrà attraversare per raggiungere la corsia per la svolta a destra.                                                         |
|                      | Gli autocarri devono usare la corsia di destra                                         | Obbliga gli autocarri a circolare sulla corsia di destra. |
| oppure               | Tenere la destra                                                                       | Obbliga i conducenti a scansare a destra l'ostacolo su cui il segnale è installato. |
| oppure               | Tenere la sinistra                                                                     | Obbliga i conducenti a scansare a sinistra l'ostacolo su cui il segnale è installato. |
|                      | Rimanere nelle corsie                                                                  | Obbliga i conducenti a non effettuare cambi di corsia. |
|                      | Eccetto veicoli in avaria                                                              | Viene posto in prossimità di una via di scampo per autocarri in avaria per rimarcare che l'accesso alla via di scampo è concesso solo ai veicoli fuori controllo che tentano di effettuare una frenata d'emergenza.                                                                          |
|                      | Le biciclette posso usare tutta la corsia                                              | Indica che i ciclisti sono autorizzati ad occupare una corsia nella sua interezza e quindi possono anche non tenersi strettamente vicini al margine della strada; è utilizzato quando una corsia è troppo stretta per permettere alle biciclette e ad altri veicoli di procedere affiancati. |
|                      | I veicoli lenti con una colonna di cinque o più veicoli devono servirsi della piazzola | Obbliga i veicoli lenti che hanno dietro di se una colonna di cinque o più veicoli a fermarsi nelle piazzole per far defluire il traffico. |
|                      | Preavviso di piazzola per veicoli lenti                                                | Presegnala una piazzola in cui i veicoli lenti possono fermarsi per far defluire il traffico. |
|                      | Ubicazione di piazzola per veicoli lenti                                               | Indica una piazzola in cui i veicoli lenti possono fermarsi per far defluire il traffico. |
|                      | Tenersi a destra eccetto per il sorpasso                                               | In una strada a più corsie per senso di marcia indica ai veicoli di tenersi sulla corsia di destra tranne che per le manovre di sorpasso. |
|                      | Non guidare sulla banchina                                                             | Indica ai conducenti che non è possibile guidare sulla banchina |
|                      | Divieto di sorpasso sulla banchina                                                     | Indica ai conducenti che non è possibile utilizzare la banchina per le manovre di sorpasso. |

## Serie R5: divieti di transito
La serie R5 contiene i segnali che riguardano i divieti di transito (specialmente quelli rivolti ai veicoli)
| Segnale statunitense | Significato                                                  | Spiegazione |
|                      | Divieto di accesso                                           | Vieta ai veicoli di entrare in una strada accessibile invece in un altro senso. |
|                      | Senso di marcia errato                                       | Viene posto dopo un "Divieto di accesso" per avvertire i conducenti che sono entrati contromano in una strada.                                                                        |
|                      | Senso di marcia errato (biciclette)                          | Indica alle biciclette che stanno procedendo contromano; è utilizzato, ad esempio, sul margine sinistro di una strada per ricordare ai ciclisti che devono circolare sul lato destro. |
|                      | Divieto di transito agli autocarri                           | Vieta il transito agli autocarri. |
|                      | Divieto di transito ai veicoli a motore                      | Vieta il transito ai veicoli a motore. |
|                      | Divieto di transito ai veicoli commerciali                   | Vieta il transito ai veicoli commerciali. |
|                      | Divieto di transito ai veicoli con rimorchio                 | Vieta il transito ai veicoli con rimorchio. |
|                      | Divieto di transito alle biciclette                          | Vieta il transito alle biciclette. |
|                      | Divieto di transito al traffico non motorizzato              | Consente il transito ai soli veicoli a motore. |
|                      | Divieto di transito ai motorini                              | Vieta il transito ai motorini. |
|                      | Divieto di transito ai pedoni, alle biciclette e ai motorini | Vieta il transito ai pedoni, alle biciclette e ai motorini. |
|                      | Divieto di transito ai pedoni e alle biciclette              | Vieta il transito ai pedoni e alle biciclette. |
|                      | Divieto di transito ai pedoni                                | Vieta il transito ai pedoni. |
|                      | Solo veicoli autorizzati                                     | Consente il transito ai soli veicoli autorizzati (ad esempio i veicoli per la manutenzione stradale nei varchi di uno spartitraffico autostradale).                                   |

## Serie R6: sensi unici e strade a carreggiate separate
La serie R6 contiene i segnali stradali che riguardano le strade a senso unico (comprese le rotatorie) e le strade a carreggiate separate.
| Segnale statunitense | Significato                                | Spiegazione |
| oppure               | Senso unico                                | Indica che la strada è a senso unico di circolazione nel verso indicato dalla freccia. |
|                      | Incrocio con strada a carreggiate separate | Sono dei pannelli complementari che vengono posti al di sotto dei segnali "Dare precedenza" o "Stop" per indicare che si incrocia una strada le cui carreggiate sono separate da uno spartitraffico ampio almeno 30 piedi. |
| oppure               | Delineatore di rotatoria                   | È un delineatore di curva che viene posto nell'anello centrale di una rotatoria per indicare il verso di percorrenza. |
|                      | Circolazione rotatoria                     | È un pannello complementare che viene posto al di sotto del segnale "Dare precedenza" per indicare che l'incrocio è regolato secondo la circolazione rotatoria.                                                            |
|                      | Inizio senso unico                         | Indica che la strada che si sta percorrendo diventa a senso unico. |
|                      | Fine senso unico                           | Indica che la strada che si sta percorrendo diventa a doppio senso di marcia. |

## Serie R7: parcheggio e fermata nelle aree urbane
La serie R7 contiene i segnali stradali che riguardano il parcheggio e la fermata nelle aree urbane. Le prescrizioni stabilite dai segnali sono valide solo nel senso indicato dalle frecce integrate all'interno dei segnali.
| Segnale statunitense | Significato                                                                          | Spiegazione |
|                      | Divieto di parcheggio (permanente)                                                   | Vieta il parcheggio in tutto l'arco della giornata. |
| oppure               | Divieto di parcheggio (con fascia oraria)                                            | Vieta il parcheggio nella fascia oraria indicata. |
|                      | Divieto di parcheggio (con eccezioni)                                                | Vieta il parcheggio tranne nei giorni indicati. |
|                      | Divieto di fermata tranne che per la salita e la discesa dei passeggeri (permanente) | Vieta la fermata, tranne che per le operazioni di salita e discesa dei passeggeri in tutto l'arco della giornata.                                                             |
| oppure               | Parcheggio consentito per un tempo limitato (con fascia oraria)                      | Consente il parcheggio, nella fascia oraria indicata, mas solo per un tempo limitato.                                                                                         |
|                      | Parcheggio consentito (con fascia oraria)                                            | Consente il parcheggio nella fascia oraria indicata. |
|                      | Divieto di parcheggio - zona di carico e scarico                                     | Vieta il parcheggio in corrispondenza di una zona di carico e scarico. |
| oppure               | Divieto di parcheggio - fermata di autobus                                           | Vieta il parcheggio in corrispondenza di una fermata di autobus. |
|                      | Parcheggio riservato ai disabili                                                     | Indica il parcheggio riservato ai disabili. |
|                      | Accessibile ai furgoncini                                                            | È un pannello complementare che viene apposto assieme al segnale "Parcheggio riservato ai disabili" per indicare che tale parcheggio è accessibile anche ai furgoncini (van). |
| oppure               | Divieto di parcheggio - pista ciclabile                                              | Vieta il parcheggio in corrispondenza di una pista ciclabile. |
| oppure               | Combinazione di segnali di parcheggio consentito e divieto di parcheggio             | Combina, sullo stesso sostegno, un segnale di parcheggio consentito con un divieto di parcheggio.                                                                             |
| oppure               | Zona con rimozione forzata                                                           | È un pannello complementare che viene apposto assieme ai segnali di parcheggio per indicare la possibilità di rimozione forzata.                                              |
|                      | Da questo lato del segnale                                                           | È un pannello complementare che viene apposto assieme ai segnali di parcheggio per che le prescrizioni indicate dal segnale si applicano solo sul lato del segnale indicato.  |
|                      | Divieto di parcheggio - strada di emergenza in caso di nevicate                      | Vieta il parcheggio se lo spessore della neve è maggiore di due pollici al fine di lasciare sgombra la strada ai mezzi spazzaneve.                                            |
|                      | Parcometro                                                                           | Indica l'ubicazione di un parcometro. |
|                      | Parcheggio a pagamento                                                               | Consente il parcheggio a pagamento. |
| oppure               | Parcheggio a pagamento consentito per un tempo limitato                              | Consente il parcheggio a pagamento ma solo per un tempo limitato. |

## Serie R8: parcheggio e fermata nelle aree rurali
La serie R8 contiene i segnali stradali che riguardano il parcheggio e la fermata nelle aree rurali. Le prescrizioni stabilite dai segnali sono valide solo nel senso indicato dalle frecce integrate all'interno dei segnali.
| Segnale statunitense | Significato                                                       | Spiegazione |
|                      | Divieto di parcheggio sul marciapiede                             | Vieta il parcheggio sul marciapiede. |
|                      | Divieto di parcheggio tranne che in banchina                      | Vieta il parcheggio tranne che in banchina. |
| oppure               | Divieto di parcheggio                                             | Vieta il parcheggio. |
|                      | Eccetto domeniche e festivi                                       | È un pannello complementare che viene apposto assieme ai segnali di divieto di parcheggio per indicare che il divieto non si applica di domenica e nei giorni festivi.                            |
|                      | Sul marciapiede                                                   | È un pannello complementare che viene apposto assieme ai segnali di divieto di parcheggio per indicare che il divieto si applica al marciapiede.                                                  |
|                      | Sul ponte                                                         | È un pannello complementare che viene apposto assieme ai segnali di divieto di parcheggio per indicare che il divieto si applica al ponte.                                                        |
|                      | Sui binari                                                        | È un pannello complementare che viene apposto assieme ai segnali di divieto di parcheggio per indicare che il divieto si applica ai binari.                                                       |
|                      | Divieto di parcheggio - fermata di autobus                        | È un pannello complementare che viene apposto assieme ai segnali di divieto di parcheggio per indicare che il divieto non si applica alla banchina.                                               |
|                      | Zona di carico e scarico                                          | È un pannello complementare che viene apposto assieme ai segnali di divieto di parcheggio per indicare che il divieto si applica alla zona di carico e scarico.                                   |
|                      | Fascia oraria                                                     | È un pannello complementare che viene apposto assieme ai segnali di divieto di parcheggio per indicare che il divieto è valido nella fascia oraria indicata.                                      |
|                      | Divieto di parcheggio tranne che nei casi di emergenza            | Vieta il parcheggio tranne che nei casi di emergenza; è usato per scoraggiare il parcheggio nelle zone in cui i veicoli tendono a fermarsi per ammirare il paesaggio (o altre situazioni simili). |
|                      | Divieto di fermata sul marciapiede                                | Vieta la fermata sul marciapiede. |
|                      | Divieto di fermata tranne che in banchina                         | Vieta la fermata tranne che in banchina. |
|                      | Divieto di fermata tranne che nei casi di emergenza               | Vieta la fermata tranne che nei casi di emergenza; è usato per scoraggiare la fermata nelle zone in cui i veicoli tendono a fermarsi per ammirare il paesaggio (o altre situazioni simili).       |
|                      | Divieto di fermata sui binari                                     | Vieta la fermata sui binari. |
|                      | Binari non in uso                                                 | Indica un tratto di binari ancora presente in strada che è in attesa di rimozione in quanto non più utilizzato.                                                                                   |
| oppure               | Ubicazione della linea d'arresto in presenza di luce lampeggiante | Indica l'ubicazione della linea dove i veicoli devono fermarsi in corrispondenza di un passaggio a livello quando sono attive le luci lampeggianti.                                               |

## Serie R9: pedoni e biciclette
La serie R9 contiene i segnali stradali che riguardano principalmente pedoni e biciclette.
| Segnale statunitense | Significato                                      | Spiegazione |
|                      | Camminare sul sinistra fronteggiando il traffico | Indica ai pedoni di spostarsi sul lato sinistro della strada (dove possono vedere il traffico che viene verso di loro); è utilizzato sul lato destro delle strade senza marciapiede.                                      |
| oppure               | Divieto di attraversare la strada                | Vieta ai pedoni di attraversare la strada nel punto in cui è collocato il segnale e li obbliga a servirsi di un attraversamento pedonale; una freccia può indicare la direzione dell'attraversamento pedonale più vicino. |
|                      | Divieto di transito ai pedoni                    | Vieta il transito ai pedoni; può essere utilizzato anche per vietare loro l'attraversamento della strada. |
| oppure               | Divieto di fare l'autostop                       | Vieta l'autostop. |
|                      | I ciclisti devono utilizzare i segnali pedonali  | Indica che, per l'attraversamento della strada, i ciclisti devono seguire le indicazioni che vengono date dai semafori pedonali.                                                                                          |
|                      | I ciclisti devono dare la precedenza ai pedoni   | Indica che i ciclisti devono dare la precedenza ai pedoni quando, per l'attraversamento della strada, si trovano a condividere una stessa infrastruttura.                                                                 |
|                      | Pista ciclopedonale divisa per categorie         | Indica quale parte della pista ciclopedonale possono occupare rispettivamente ciclisti e pedoni (nell'esempio i pedoni devono stare a destra e i ciclisti a sinistra)                                                     |
| oppure               | Ubicazione di un attraversamento pedonale        | Indica l'ubicazione di un attraversamento pedonale; il segnale si rivolge ai pedoni. |
|                      | Divieto di transito ai pattinatori               | Vieta il transito ai pattinatori. |
|                      | Divieto di transito ai cavallerizzi              | Vieta il transito ai cavallerizzi. |

## Serie R10: pannelli complementari ai semafori
La serie R10 contiene i segnali e i pannelli che vengono utilizzati in corrispondenza dei semafori (ad esempio per dare istruzioni su come utilizzare i semafori pedonali o per indicare una linea di arresto).
| Segnale statunitense | Significato | Spiegazione |
|                      | Attraversare solo in presenza di luce verde                                                                            | Indica ai pedoni di attraversare solo quando è accesa la luce verde. |
|                      | Attraversare solo in presenza di apposito segnale pedonale.                                                            | Indica ai pedoni di attraversare solo quando viene dato il via libera dall'apposito segnale pedonale. |
| oppure               | Premere il pulsante per attivare il segnale pedonale                                                                   | Indica ai pedoni di premere il pulsante per attivare il segnale pedonale; il pannello può varia a seconda di come sia fatto il semaforo pedonale.                                                                                 |
| oppure               | Premere il segnale per chiamare la luce verde                                                                          | Indica ai pedoni di premere il pulsante per attivare il verde; il pannello può varia a seconda di come sia fatto il semaforo pedonale.                                                                                            |
|                      | Svolta a sinistra consentita solo quando è accesa la freccia verde                                                     | Indica che la svolta a sinistra è consentita solo quando si accende la luce verde a forma di freccia del semaforo. |
| oppure               | Ubicazione di linea di arresto ad un semaforo                                                                          | Indica l'ubicazione di una linea di arresto in corrispondenza di un semaforo. |
|                      | Non bloccare l'intersezione                                                                                            | Indica di non impegnare l'area di intersezione se non si è sicuri di poterla sgomberare velocemente. |
|                      | Usare le corsie indicate dalla freccia verde                                                                           | Indica di usare solamente le corsie indicate da una freccia verde; è posto nei tratti dove si fa uno della segnaletica luminosa per corsie reversibili.                                                                           |
|                      | Semaforo per la svolta a sinistra                                                                                      | Indica un semaforo le cui indicazioni si riferiscono alle manovre di svolte a sinistra. |
| oppure               | Divieto di svolta a destra con semaforo rosso                                                                          | Vieta di compiere le operazioni di svolta a destra in presenza di un semaforo rosso. |
|                      | Divieto di svolta a destra con semaforo rosso tranne che dalla corsia di destra                                        | Vieta di compiere le operazioni di svolta a destra in presenza di un semaforo rosso tranne che dalla corsia di destra. |
|                      | Divieto di svolta a destra con semaforo rosso nella corsia indicata                                                    | Vieta di compiere le operazioni di svolta a destra in presenza di un semaforo rosso nella corsia indicata dalla freccia. |
|                      | Dare la precedenza agli altri veicoli in presenza di luce verde circolare                                              | Indica che i veicoli che svoltano a sinistra devono dare precedenza agli altri flussi di traffico in presenza di una luce verde circolare.                                                                                        |
|                      | Semaforo per veicoli di emergenza                                                                                      | Indica un semaforo che regola l'ingresso in strada di veicoli d'emergenza. |
|                      | Fermarsi al semaforo per veicoli di emergenza in presenza di luci rosse lampeggianti                                   | Indica di fermarsi quando, ad un semaforo per veicoli di emergenza quando si accendono le luci rosse lampeggianti. |
|                      | Fermarsi al semaforo per veicoli di emergenza in presenza di luci rosse lampeggianti (segnale a ponte)                 | Indica di fermarsi quando, ad un semaforo per veicoli di emergenza, si accendono le luci rosse lampeggianti. Il segnale è posto a ponte sopra la carreggiata.                                                                     |
|                      | Dare la precedenza ai pedoni quando si svolta                                                                          | Indica ai veicoli che stanno svoltando che devono dare la precedenza ai pedoni che stanno attraversando la strada; l'uso del colore verde fluorescente al posto del giallo è opzionale.                                           |
|                      | I veicoli che stanno compiendo una svolta a U devono dare la precedenza ai veicoli che svoltano a destra               | Indica che i veicoli che stanno compiendo un'inversione di marcia ad un semaforo devono dare la precedenza ai veicoli che stanno compiendo manovre di svolta a destra.                                                            |
|                      | Svolta a destra permessa in presenza di una freccia rossa dopo l'arresto                                               | Indica che, anche se un semaforo ha accesa una luce rossa a forma di freccia a destra, è comunque possibile compiere una svolta a destra a patto di arrestare il veicolo prima del semaforo e poi ripartire.                      |
|                      | Controllo fotografico delle infrazioni                                                                                 | Indica un tratto di strada che è soggetto al controllo elettronico delle infrazioni. |
|                      | Controllo fotografico dei semafori                                                                                     | Indica un messaggio chiaro e inequivocabile sul fatto che i segnali stradali in un determinato punto sono monitorati da un servizio di fotosegnalamento, con l'obiettivo di incoraggiare un comportamento rispettoso della legge. |
| oppure               | Controllo elettronico delle infrazioni (pannello)                                                                      | Sono dei pannelli integrativi che vengono abbinati ad un segnale di prescrizione per indicare che il rispetto delle prescrizioni indicate nel segnale è controllato elettronicamente.                                             |
| oppure               | Giorni e orari | È un pannello complementare che viene apposto assieme ai segnali di prescrizione per limitare la loro validità ai giorni e agli orari indicati.                                                                                   |
|                      | Avanzare fino alla linea di arresto per attivare il semaforo                                                           | Indica ai ciclisti di avanzare fino alla linea d'arresto per attivare la luce verde del semaforo. |
|                      | Passaggio pedonale - fermarsi con la luce rossa                                                                        | Indica che bisogna fermarsi quando si accende la luce rossa del semaforo che regola un passaggio pedonale. |
| oppure               | Premere il pulsante per attivare il semaforo per bici                                                                  | Indica ai ciclisti di premere il pulsante per attivare la luce verde del semaforo. |
|                      | Premere il pulsante per attivare la luce gialla lampeggiante                                                           | Indica ai pedoni di premere il pulsante per attivare la luce gialla lampeggiante in corrispondenza di un passaggio pedonale. |
|                      | Obbligo di fermarsi e dare la precedenza per i veicoli che svoltano a sinistra con luce rossa lampeggiante             | Indica che i veicoli che vogliono svoltare a sinistra in presenza di una luce rossa lampeggiante devono prima fermarsi e dare la precedenza agli altri veicoli.                                                                   |
|                      | Passaggio di un solo veicolo                                                                                           | Indica che, all'accensione della luce verde di un semaforo per il dosaggio del traffico, può passare un solo veicolo. |
|                      | Passaggio di un solo veicolo per corsia                                                                                | Indica che, all'accensione della luce verde di un semaforo per il dosaggio del traffico, può passare un solo veicolo per corsia.                                                                                                  |
|                      | I veicoli che svoltano a destra con semaforo rosso devono dare la precedenza ai veicoli che compiono un'inversione a U | Indica che i veicoli che svoltano a destra in presenza della luce rossa del semaforo devono dare la precedenza ai veicoli che compiono un'inversione a U.                                                                         |
|                      | Al semaforo | È un pannello complementare che viene apposto assieme ai segnali di prescrizione per indicare che la prescrizione espressa si riferisce al prossimo semaforo.                                                                     |
|                      | Premere il pulsante per due secondi per avere maggiore tempo di attraversamento                                        | Indica che, ad un passaggio pedonale regolato da semaforo, è possibile ottenere più tempo per attraversare la strada premendo per almeno due secondi il pulsante indicato.                                                        |

## Serie R11: strade chiuse al traffico
La serie R11 contiene i segnali stradali che riguardano la chiusura delle strade (o di parti di esse).
| Segnale statunitense | Significato                                                   | Spiegazione |
|                      | Divieto di accesso allo spartitraffico centrale               | Vieta il transito e il parcheggio dei veicoli sullo spartitraffico centrale.                                                  |
|                      | Strada chiusa al traffico                                     | Indica che la strada è chiusa a tutto il traffico (tranne ai veicoli autorizzati).                                            |
|                      | Preavviso di strada chiusa al traffico - solo traffico locale | Indica che, alla distanza indicata, la strada è chiusa a traffico (eccetto il transito locale).                               |
|                      | Preavviso di ponte crollato - solo traffico locale            | Indica che, alla distanza indicata, è crollato un ponte e quindi la strada è chiusa al traffico (eccetto il transito locale). |
|                      | Strada chiusa al traffico di attraversamento                  | Indica che la strada è chiusa al traffico di attraversamento.                                                                 |

## Serie R12: restrizioni sul peso
La serie R12 contiene i segnali stradali che indicano limitazioni imposte ai veicoli sulla base della loro massa. Si noti che i limiti di massa sono espressi in libbre e in tonnellate corte.
|  | Peso massimo                                                             | Vieta il transito ai veicoli aventi massa effettiva superiore a quella indicata.                                |
|  | Peso massimo per asse                                                    | Vieta il transito ai veicoli aventi una massa per asse effettiva superiore a quella indicata.                   |
|  | Divieto di transito agli autocarri aventi massa a vuoto oltre ... libbre | Vieta il transito agli autocarri aventi massa a vuoto oltre ... libbre.                                         |
|  | Combinazione di peso massimo e peso massimo per asse                     | Vieta il transito ai veicoli aventi massa effettiva o una massa per asse effettiva superiore a quella indicata. |
|  | Limiti di peso per categorie di autocarri                                | Indica i limiti di massa per le categorie di autocarri (autocarro, autoarticolato e autotreno)                  |

## Serie R13: stazione di pesatura
La serie R13 contiene i segnali stradali relativi alle stazioni di pesatura per autocarri.
|  | Obbligo di fermata alla stazione di pesatura | Obbliga gli autocarri a fermarsi alla prossima stazione di pesatura. |

## Serie R14: strada per autocarri
La serie R14 contiene i segnali stradali relativi alle strade per autocarri (compresi quelli che trasportano merci pericolose).
| Segnale statunitense | Significato                                                     | Spiegazione                                                                                 |
|                      | Strada per autocarri                                            | Identifica una strada che è stata designata per gli autocarri.                              |
|                      | Strada per veicoli che trasportano merci pericolose             | Identifica una strada che è stata designata per i veicoli che trasportano merci pericolose. |
|                      | Divieto di transito ai veicoli che trasportano merci pericolose | Vieta il transito ai veicoli che trasportano merci pericolose.                              |
|                      | Strada facente parte del National Network                       | Identifica una strada facente parte del National Network.                                   |
|                      | Fine di strada facente parte del National Network               | Identifica la fine di una strada facente parte del National Network.                        |

## Serie R15: ferrovie
La serie R15 comprende i segnali stradali relativi ai passaggi a livello e ad altre situazioni che coinvolgono veicoli su rotaie, compresi i veicoli ferroviari leggeri.
| Segnale statunitense | Significato                                                                         | Spiegazione |
|                      | Ubicazione di passaggio a livello - croce di sant'Andrea                            | Indica l'ubicazione di un passaggio a livello e prescrive l'obbligo di dare la precedenza ai veicoli ferroviari. |
|                      | Numero di binari                                                                    | È un pannello complementare che viene apposto assieme alla croce di sant'Andrea per indicare il numero di binari (almeno due). |
|                      | Esenzione dall'obbligo di fermata                                                   | È un pannello complementare che viene posto al di sotto dei segnali di passaggio a livello per indicare che gli autobus, gli scuolabus e i veicoli che trasportano sostanze pericolose sono esentate dall'obbligo di fermarsi sempre e comunque ad un passaggio a livello. |
|                      | Corsia riservata ai veicoli ferroviari leggeri                                      | Indica una corsia riservata ai veicoli ferroviari leggeri. |
| oppure               | Divieto di sorpasso di veicoli ferroviari leggeri fermi                             | Vieta ai veicoli a motore il sorpasso di veicoli ferroviari leggeri fermi per le operazioni di discesa e salita passeggeri. |
| oppure               | Divieto di transito sui binari                                                      | Vieta ai veicoli a motore di guidare sui binari. |
|                      | Incrocio con strada a carreggiate separata dai binari di veicoli ferroviari leggeri | Sono dei pannelli complementari che vengono utilizza per indicare che si incrocia una strada le cui carreggiate sono separate da uno spartitraffico dove sono situati dei binari percorsi da veicoli ferroviari leggeri.                                                   |
|                      | Guarda                                                                              | È un pannello complementare che viene apposto assieme alla croce di sant'Andrea per indicare le direzioni in cui guardare se arrivino dei veicoli ferroviari. |

## Serie R16: cinture di sicurezza e fari
La serie R16 contiene i segnali stradali relativi all'uso delle cinture di sicurezza e dei fari.
| Segnale statunitense | Significato                                                          | Spiegazione |
|                      | Uso della cintura di sicurezza (simbolo)                             | È il simbolo delle cinture di sicurezza; di solito non è utilizzato da solo ma all'interno di altri segnali di prescrizione per imporre l'uso delle cinture di sicurezza. |
|                      | Obbligo di accensione dei fari quando si utilizzano i tergicristalli | Obbliga ad accendere i fari quando si utilizzano i tergicristalli; di solito viene posto all'entrata degli stati federati in cui vige tale obbligo.                       |
|                      | Obbligo di accensione dei fari in caso di pioggia                    | Obbliga ad accendere i fari in caso di pioggia; di solito viene posto all'entrata degli stati federati in cui vige tale obbligo.                                          |
|                      | Tenere i fari accesi per le prossime ... miglia                      | Obbliga a tenere accese i fari per le seguenti ... miglia. |
|                      | Inizio zona con obbligo di accensione dei fari anche di giorno       | Indica l'inizio di una zona con obbligo di accensione dei fari anche di giorno.                                                                                           |
|                      | Fine zona con obbligo di accensione dei fari anche di giorno         | Indica la fine di una zona con obbligo di accensione dei fari anche di giorno.                                                                                            |
|                      | Accendere i fari                                                     | Obbliga ad accendere i fari in una specifica situazione (ad esempio in una galleria).                                                                                     |
|                      | Controllare i fari                                                   | Indica che l'uso dei fari non è più obbligatorio. |
|                      | Rimuovere i veicoli coinvolti in incidenti dalle corsie di marcia    | Obbliga i conducenti coinvolti in un incidente a rimuovere dalle corsie di marcia i veicoli incidentati.                                                                  |